# Audi Q7
Audi Q7 je avto iz luksuznega razreda SUV, ki ga od leta 2006 proizvaja nemško podjetje Audi. Q označuje novo družino Audijevih vozil, 7 pa kaže na zaporedje med voziloma Audi A6 in A8.
Q7 sestavlja spremenjena izpeljanka Volkswagnovega avtomobilskega podnožja 7L, 4L. Avto temelji na lastnem konceptnem avtu pikes peak quattro. Q7 je namenjen za slabše vozne razmere od Volkswagnovega bratranca touarega. Na terenskih preskusih se je slabo odnesel, tako da ga je ocenjevalec časopisa The Sunday Times opisal kot »neuporabnega«. Nima touaregovih zapornih diferencialov in nizkoprestavnih prenosnikov, ima pa možnost sedenja v tretji vrsti. Proizvodni model so predstavili na losangeleškem avtomobilskem šovu leta 2006.